# Ebrahim Hemmatnia

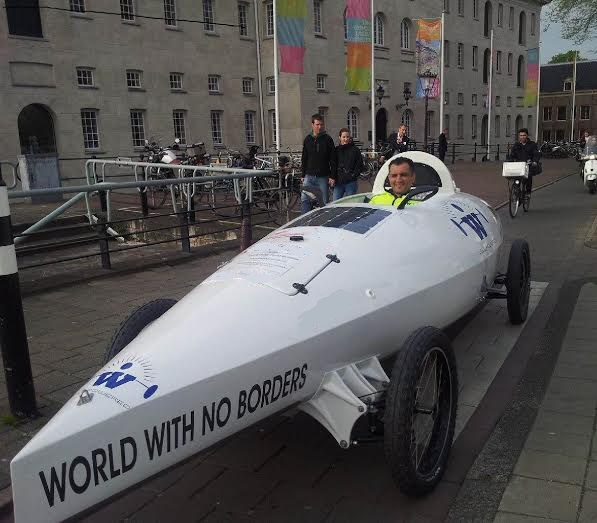
Hemmatnia ve svém šlapacím plavidle

Ebrahim Hemmatnia (* 25. června 1976 Sarab, Írán) je íránsko-nizozemský dobrodruh a první člověk na světě, který přejel na kole oceán.
Přejel Atlantský oceán za 68 dnů na obojživelném kole (také nazývaném kololoď), lidskou silou poháněném vozítku schopném provozu jak na souši, tak na vodě. Projel několik velkých měst jako Dakar, Natal, João Pessoa, Recife, Aracaju, Salvador, Vitória, Rio de Janeiro a Sao Paulo.